# Kupovina online
Kupovina online (eng. online shopping) je proces u kojemu kupci kupuju usluge i proizvode izravno od trgovca u stvarnom vremenu putem Interneta. To je oblik E-trgovine., koja je analogna kupovanju usluga i proizvoda u stvarnoj prodavaonici ili trgovačkom centru. Proces se naziva anglizmima business-to-consumer (B2C) ili business-to-business (B2B), ovisno o tome  odvijaju li se transakcije odvijaju između dvojice poduzetnika ili između trgovca i potrošača.
Procjenjuje se da u Hrvatskoj promet u maloprodaji online iznosi približno 700 milijuna kuna tj. manje od 1 % ukupne maloprodaje.[nedostaje izvor] U Hrvatskoj je usporedbi s drugim zapadnim zemljama stopa zasićenosti maloprodaje online izuzetno niska, s obzirom na to da primjerice u SAD iznosi znatno viših 7 %.[nedostaje izvor] Ova veća razvijenost u SAD-u posljedica je razvijenije infrastrukture (dostave, telekomunikacija, platežnih sustava, itd.) te razvijenijeg tržišta, jer Hrvatska je ušla u kapitalizam relatvno kasno tijekom 1991.

## Povijest
Godine 1990.-te Tim Berners-Lee izradio je prvi server i preglednik World Wide Weba. Sljedeće godine otvoren je za tržišnu upotrebu. Daljnji napredak odvijao se 1994. godine kada su pokrenuti internetsko bankarstvo i trgovina online Pizza Hut-a.[nedostaje izvor] Iste godine je Netscape uveo enkripciju SSL-om za prijenos podataka online, za sigurniju kupovinu online.[nedostaje izvor] Sljedeće godine pojavili su se Amazon.com i eBay (pod nazivom AuctionWeb).